# Greyerz FR
| FR ist das Kürzel für den Kanton Freiburg in der Schweiz. Es wird verwendet, um Verwechslungen mit anderen Einträgen des Namens Greyerz zu vermeiden. |

Greyerz (französisch Gruyères [ɡʀɥiˈjɛʀ], Freiburger Patois Grevireⓘ) ist eine politische Gemeinde im Greyerzbezirk des Kantons Freiburg in der Schweiz. Das mittelalterliche Städtchen ist ein wichtiger Fremdenverkehrsort am Eingang in das obere Saanetal.

## Geographie

Luftbild (1964)

Greyerz liegt auf 810 m ü. M., 4,5 km südsüdöstlich des Bezirkshauptortes Bulle (Luftlinie). Das historische Städtchen erstreckt sich auf einem isolierten Hügel am Alpennordrand, am Nordostfuss des Moléson und an der Stelle, wo die Saane (französisch: Sarine) die Freiburger Alpen verlässt.
Die Fläche des 28,4 km² grossen Gemeindegebiets umfasst einen Abschnitt des Saanetals und der Freiburger Alpen. Den zentralen Teil des Gebietes bildet die Alluvialebene der Saane (690 m ü. M.) am Alpenrand zwischen Greyerz und Broc, aus der sich der Hügel von Greyerz (828 m ü. M.) erhebt. Hier mündet von Westen der Bergbach Trême. Östlich der Saane reicht der Gemeindeboden in einem schmalen Zipfel, begrenzt durch die Felsgrate Dent de Broc (1829 m ü. M.) im Norden und Dent du Chamois (1839 m ü. M.) im Süden, bis in das Motélontal. Die beiden markanten Felsspitzen mit dem dazwischenliegenden Sattel stellen ein beliebtes Fotosujet von Greyerz aus dar.
Südwestlich von Greyerz umfasst die Gemeindefläche den grössten Teil des Einzugsgebietes des Bergbachs Albeuve, der an den Nordosthängen des Moléson entspringt. Auf dem aus Malmkalk bestehenden Gipfel des Ausflugsberges Moléson wird mit 2002 m ü. M. der höchste Punkt von Greyerz erreicht. Westlich des Moléson gehören auch die waldreiche rechte Talflanke der Trême und die Geländeterrasse von La Part Dieu zum Gebiet von Greyerz. Von der Gemeindefläche entfielen 1997 5 % auf Siedlungen, 49 % auf Wald und Gehölze, 41 % auf Landwirtschaft, und etwas mehr als 5 % war unproduktives Land.
Zur Gemeinde Greyerz gehören auch die beiden Dörfer Epagny (715 m ü. M.) am Nordfuss und Pringy (750 m ü. M.) am Westfuss des Stadthügels, der Weiler Saussivue (710 m ü. M.) am Südfuss desselben, die Feriensiedlung Moléson-Village (1132 m ü. M.) im Tal der Albeuve am Fuss des Moléson sowie zahlreiche Einzelhöfe. Nachbargemeinden von Greyerz sind Broc, Val-de-Charmey, Bas-Intyamon, Haut-Intyamon, Semsales, Vaulruz, Vuadens, Bulle und Le Pâquier.

## Bevölkerung
Mit 2301 Einwohnern (Stand 31. Dezember 2023) gehört Greyerz zu den mittelgrossen Gemeinden des Kantons Freiburg. Von den Bewohnern sind 90,4 % französischsprachig, 3,9 % deutschsprachig und 1,2 % portugiesischsprachig (Stand 2000). Nach einem Höchststand um 1920 nahm die Bevölkerung bis 1950 um fast 25 % ab. Seither wurde wieder ein langsames Bevölkerungswachstum verzeichnet.
| Die zur Anzeige dieser Grafik verwendete Erweiterung wurde dauerhaft deaktiviert. Wir arbeiten aktuell daran, diese und weitere betroffene Grafiken auf ein neues Format umzustellen. (Mehr dazu) |

## Wirtschaft

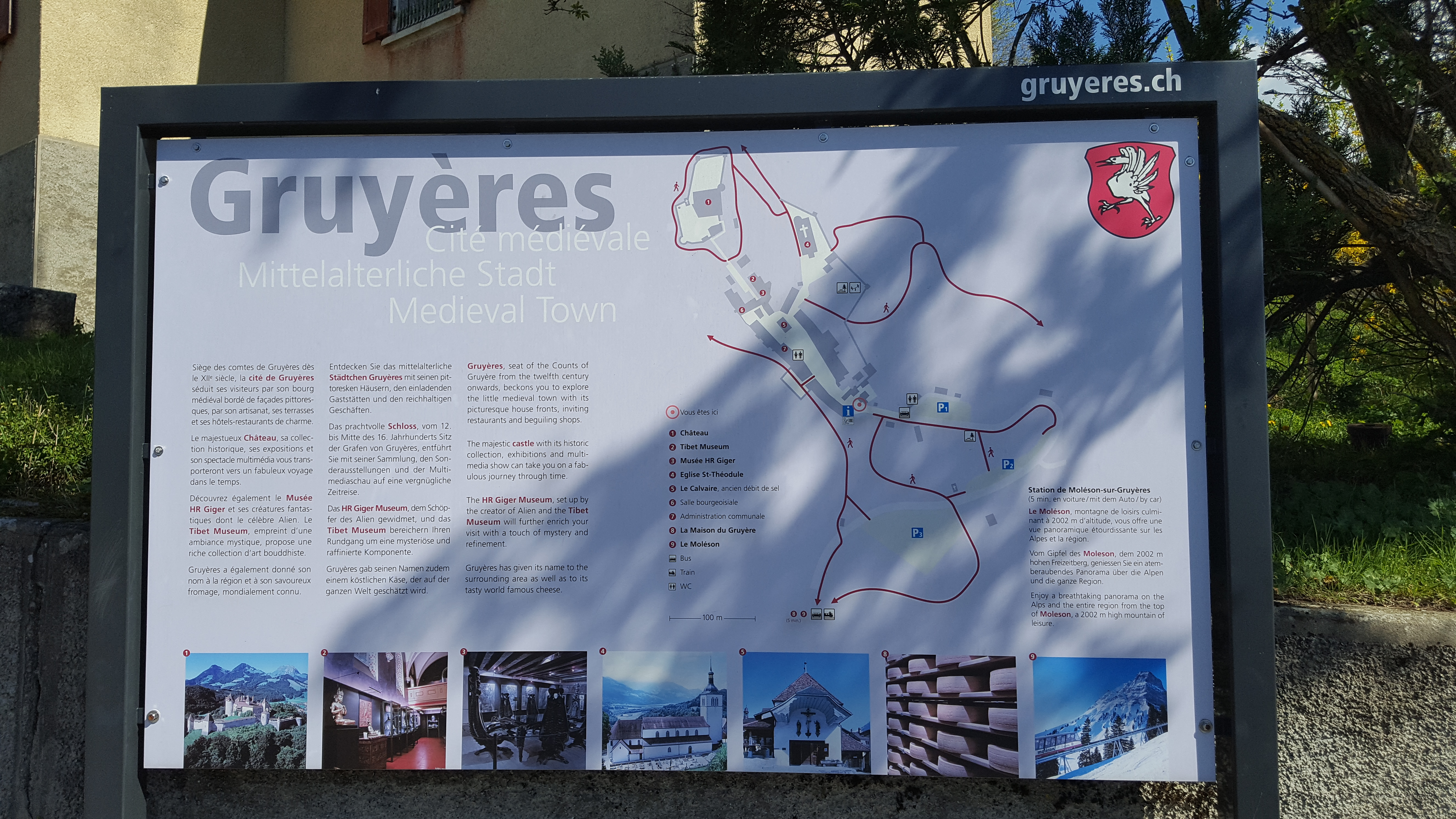
Dreisprachiges Informationsschild am Ortseingang

Greyerz war stets ein agrarisch geprägtes Städtchen. Die landwirtschaftlichen Erzeugnisse des Umlandes wurden hier verarbeitet und in den Handel gebracht. Früher konzentrierte sich der Handel auf Käse sowie Klein- und Grossvieh. Es gab mehrere Mühlen und Sägewerke sowie seit dem 18. Jahrhundert eine Pulverfabrik. Auch die Strohflechterei war bis zu Beginn des 20. Jahrhunderts von Bedeutung.
Heute bietet Greyerz rund 750 Arbeitsplätze. Mit 9 % der Erwerbstätigen hat die Landwirtschaft nur noch einen geringen Stellenwert in der Erwerbsstruktur der Bevölkerung. Etwa 27 % der Erwerbstätigen sind im industriellen Sektor tätig, während der Dienstleistungssektor 64 % der Arbeitskräfte auf sich vereinigt (Stand 2001).
Noch heute ist die Landwirtschaft auf Milchwirtschaft und Viehzucht spezialisiert. Sie liefert die Rohstoffe für die Käseproduktion und die Fleischverarbeitung. In Pringy befindet sich seit 1969 die Schaukäserei La Maison du Gruyère, in der die Herstellung von Greyerzer Käse verfolgt werden kann. Daneben spielt die Forstwirtschaft eine gewisse Rolle, Ackerbau gibt es hingegen nur wenig. Zu den Betrieben des sekundären Sektors gehören Schreinereien, Zimmereien, eine Werkstätte für Präzisionsmechanik sowie das Kunsthandwerk. Der Dienstleistungssektor zählt zahlreiche Beschäftigte in Gastronomie und Hotellerie. Die Dörfer Epagny und Pringy am Fuss des Stadthügels haben sich in den letzten Jahrzehnten auch zu Wohngemeinden entwickelt. Viele Erwerbstätige sind deshalb Wegpendler, die hauptsächlich in der Stadt Bulle arbeiten.

### Tourismus

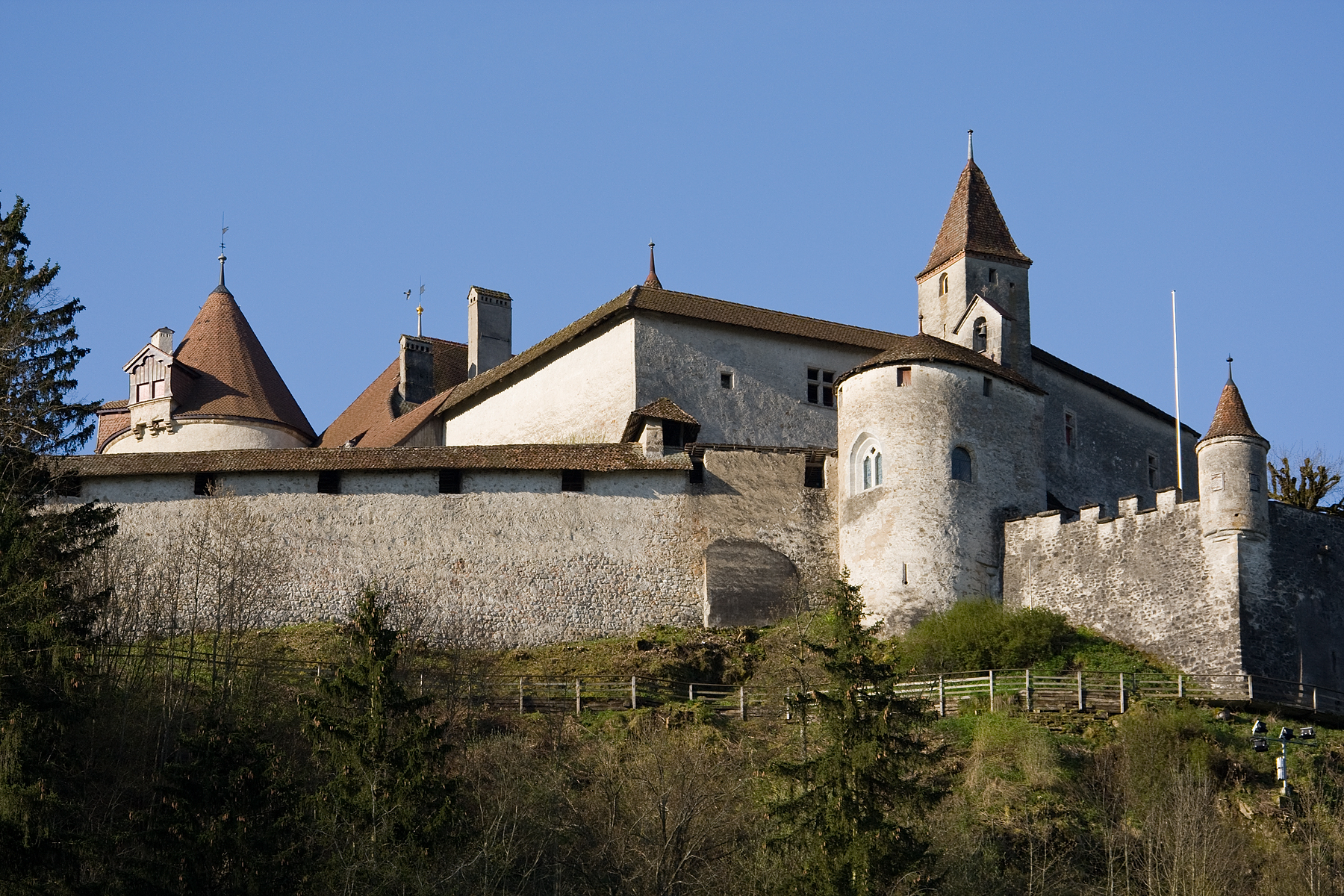
Blick hinauf zum Schloss

Greyerz ist ein bedeutender Fremdenverkehrsort des Kantons Freiburg. Als Touristenattraktionen gelten das mittelalterliche Städtchen mit seinem Schloss, das eine bedeutende Sammlung besitzt und das ganze Jahr über zahlreiche kulturelle Aktivitäten anbietet. Gleich daneben befindet sich das HR Giger Museum, das die fantastische Kunst des Oscar-Preisträgers HR Giger beherbergt. Die Schaukäserei «La Maison du Gruyère» befindet sich in Pringy, am Fusse des Schlosshügels. Seit 1998 führt eine neue Luftseilbahn auf den Gipfel des Ausflugbergs Moléson. Der Ferienort Moléson-Village ist sowohl auf den Sommer- als auch auf den Wintertourismus ausgerichtet.

### Verkehr
Die Gemeinde ist verkehrsmässig gut erschlossen. Sie liegt an der Hauptstrasse von Bulle nach Château-d’Oex im Pays-d’Enhaut. Der nächste Anschluss an die Autobahn A12, die seit 1981 von Bern bis Vevey durchgehend geöffnet ist, befindet sich rund 9 km vom Ortskern entfernt.

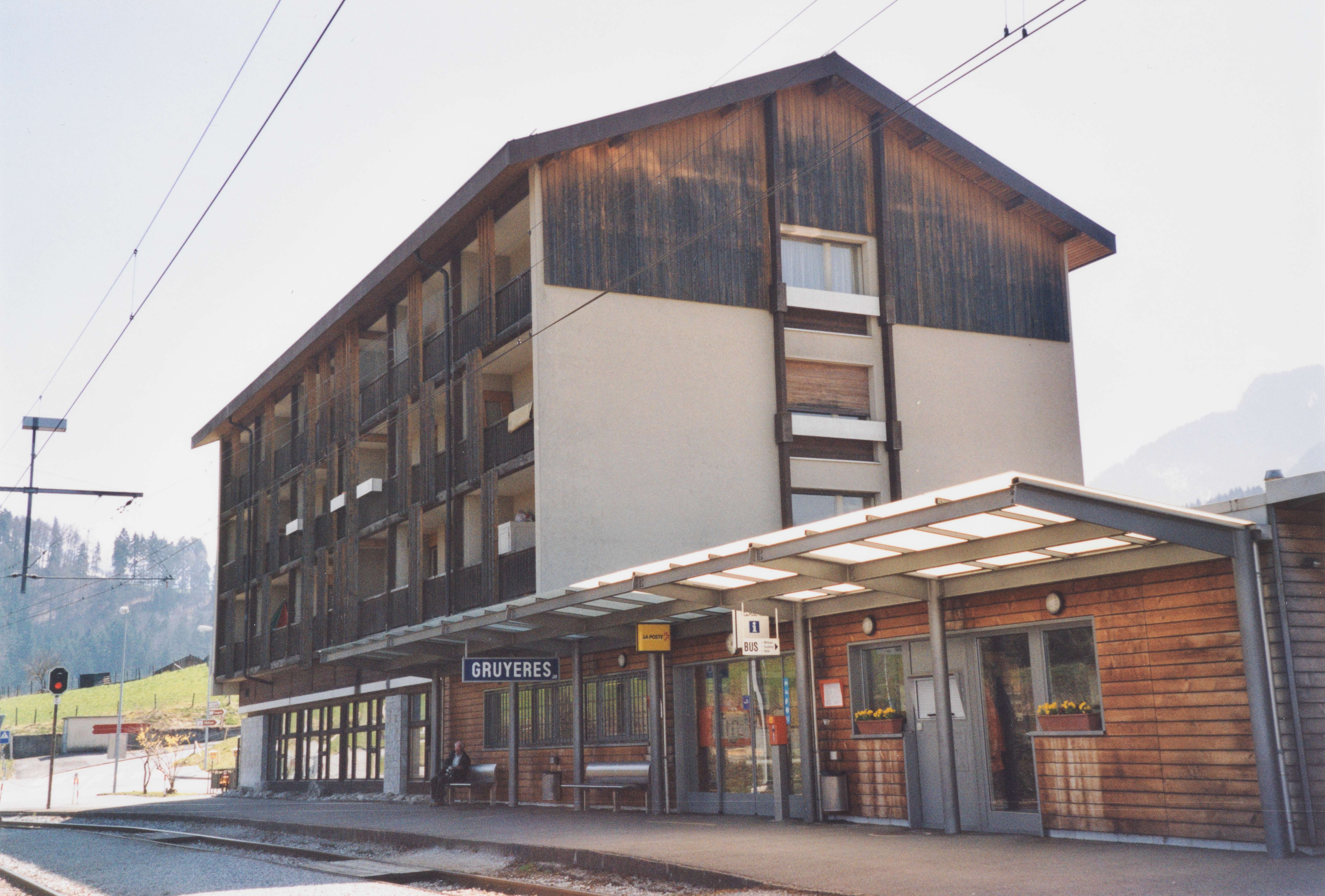
Der Bahnhof Gruyères in Pringy

Am 23. Juli 1903 wurde die Eisenbahnlinie von Bulle nach Montbovon mit dem Bahnhof Gruyères in Pringy in Betrieb genommen. Ganz im Norden des Gemeindegebietes befand sich der im April 2021 aufgehobene Bahnhof Epagny (bzw. La Tour-de-Trême Parqueterie) an der am 24. Juni 1912 eingeweihten Bahnlinie von Bulle nach Broc. Für die Feinverteilung im öffentlichen Verkehr sorgen die Buslinien der Transports publics Fribourgeois von Bulle via Greyerz nach Moléson-Village sowie von Bulle nach Broc und nach Grandvillard, jeweils via Epagny. In der Ebene zwischen Greyerz und Broc wurde 1963 der Flugplatz Gruyères eröffnet.

## Geschichte

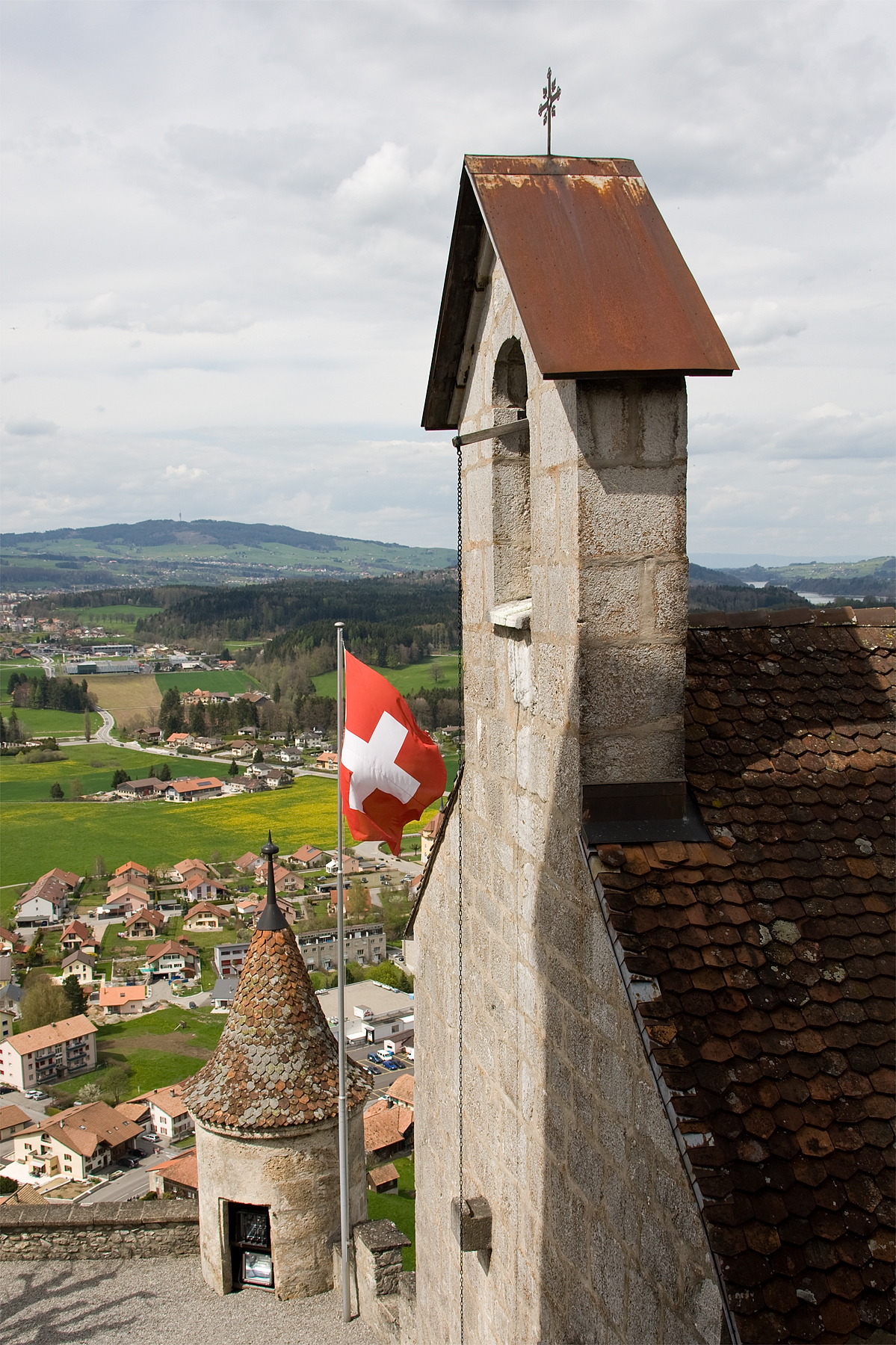
Blick vom Schloss zur Schlosskapelle und nach Epagny

Die frühesten Zeugnisse menschlicher Aktivität auf dem Gemeindegebiet von Greyerz gehen auf die Bronzezeit und die Hallstattzeit zurück. Bei Epagny wurden Spuren aus diesen Epochen gefunden. Ebenfalls bei Epagny entdeckte man ein Gräberfeld aus der La-Tène-Zeit (325 bis 250 vor Christus) und die Überreste einer römischen Villa, die im 2. und 3. Jahrhundert bewohnt war. Wahrscheinlich war der Hügel von Greyerz bereits während der Römerzeit besiedelt.
Die erste urkundliche Erwähnung des Ortes erfolgte im Jahr 1144 unter dem Namen de Grueria; eine Siedlung bestand vermutlich bereits seit dem 10. Jahrhundert. Der Name Gruyères leitet sich wahrscheinlich vom Wappentier des Kranichs (franz.: grue) ab.
Greyerz entwickelte sich auf dem Hügel unterhalb des Schlosses der Grafen von Greyerz. Diese gaben dem Ort das Marktrecht. Streitigkeiten mit den Fürstbischöfen von Lausanne, den geistlichen Herren der Region, führten dazu, dass diese die Gebiete von Bulle, Riaz und Albeuve aus der Grafschaft ausgliederten und unter ihre direkte Herrschaft stellten. Bulle wurde nun zum Marktort der Region, und das kleine Greyerz verlor 1196 sein Marktrecht. Zusammen mit der Grafschaft kam Greyerz 1244 unter die Lehnshoheit der Grafen von Savoyen. Auch kirchlich gehörte Greyerz zunächst zu Bulle, bis schliesslich die Kirche Saint-Théodule erbaut wurde, die 1254 zur Pfarrkirche geweiht wurde.
In der Folgezeit teilte Greyerz die Geschicke der Grafschaft Greyerz. Im Verlauf des 13. Jahrhunderts erhielt es erneut das Marktrecht und 1342 besondere Rechte. 1397 wurde das Stadtrecht durch Graf Rudolf IV. bestätigt. Seit dem 15. Jahrhundert erlangte Greyerz unter den Grafen eine gewisse Freiheit. Die Bewohner konnten den Zwölferrat, der die Stadt regierte, selbst bestimmen. Die Stadt gelangte durch den Handel mit den landwirtschaftlichen Produkten zu Wohlstand. Bis 1767 führte die Strasse ins obere Saanetal über den Hügel von Greyerz.
Nachdem die Grafen von Greyerz 1554 Konkurs gegangen waren, kam Greyerz 1555 an die freiburgische Vogtei Greyerz und wurde Residenz des Vogtes. Im Jahr 1611 wurde das Städtchen von der Pest heimgesucht, und innert weniger Monate waren über 140 Opfer zu beklagen. Während des Schweizer Bauernkrieges wurde das Schloss Greyerz 1653 von den Freiburgern besetzt, weil die Bürger des Städtchens die Entrichtung von Abgaben an die Stadt einstellten.
Mit dem Beginn der Helvetik wurden die freiburgischen Vogteien in Präfekturen umgewandelt, Greyerz blieb aber Hauptort der Präfektur Greyerz. Erst mit dem Inkrafttreten der neuen Kantonsverfassung im Jahr 1848 verlor das Städtchen seinen Status als Bezirkshauptort, zu dem neu Bulle bestimmt wurde. Heute steht die Fusion von Greyerz mit dem Nachbarort Le Pâquier zur Diskussion, welche von der Bevölkerung in einer Umfrage 2003 befürwortet wurde.

## Sehenswürdigkeiten
Altstadt

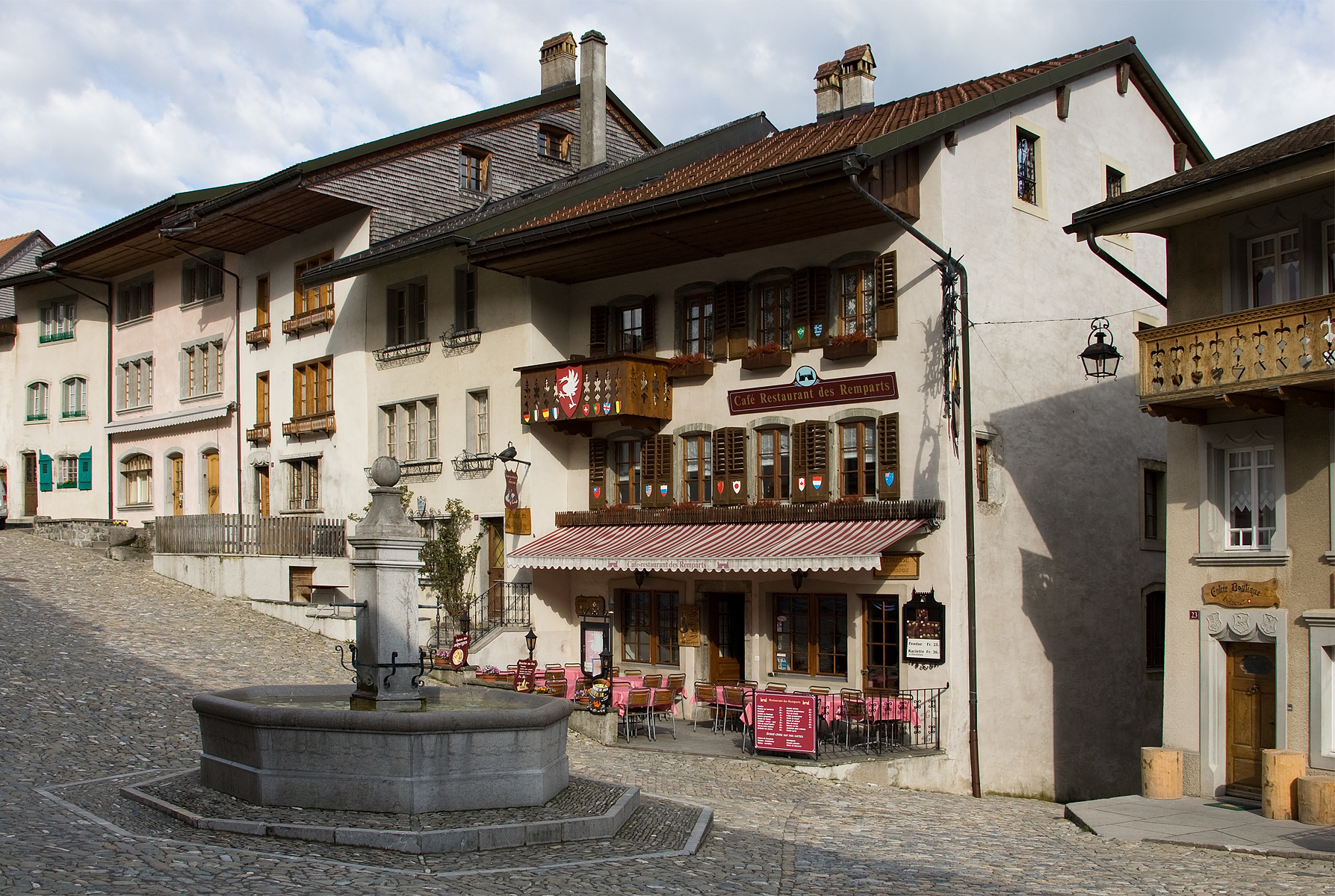
Häuserzeile an der Marktgasse

Das historische Städtchen Greyerz hat sein mittelalterliches Ortsbild bis heute bewahrt. Es liegt auf einem Hügel, der sich rund 100 m über der Ebene der Saane erhebt. Auf dem höchsten Punkt des Hügels befindet sich das Schloss, westlich schliesst sich das Städtchen an, dessen Grundriss ungefähr 300 m × 100 m misst. Noch heute ist ein grosser Teil der ehemaligen Umfassungsmauern erhalten. Die Befestigungswerke in ihrer jetzigen Form wurden im 15. Jahrhundert errichtet; im Süden steht der viereckige Turm Chupia-Bârba (im Kern auf das 12. Jahrhundert zurückgehend), im Nordosten der Torzwinger Le Belluard aus dem 15. Jahrhundert.
Die Marktgasse, die einzige Strasse des Städtchens, wird von zwei Häuserzeilen aus dem 15. bis 17. Jahrhundert gesäumt. Darunter befindet sich die Maison de Chalamala von 1531, die den Namen eines bekannten Hofnarren des 14. Jahrhunderts trägt. Inmitten des Städtchens steht der Calvaire (Kalvarienberg) von 1705.
Schloss
Das alte Grafenschloss überragt die mittelalterliche Kleinstadt. Obwohl die Grafen von Greyerz zu den bedeutendsten Fürstengeschlechtern der Westschweiz gehören, sind ihre genauen Wurzeln bislang nicht bekannt. Vom 11. bis ins 16. Jahrhundert sind 19 Grafen bezeugt. Michael, der letzte Graf von Greyerz, geriet in finanzielle Schwierigkeiten und ging 1554 bankrott. Seine Gläubiger, die Städte Freiburg und Bern, teilten seine Grafschaft unter sich auf. Das Schloss wurde von 1555 bis 1798 Sitz der Freiburger Landvögte, dann Residenz der Präfekten bis 1848. 1849 wurde es von der Genfer Familie Bovy gekauft und ging später an die Familie Balland über. Diese Eigentümer benutzten es als Sommersitz und restaurierten es zusammen mit ihren Künstlerfreunden. 1938 kaufte es der Staat Freiburg zurück und richtete darin ein Museum ein. Seit 1993 kümmert sich eine Stiftung um die Erhaltung der Gebäude und die Präsentation der Sammlung.
Der Besuch des Schlosses bietet einen Überblick über acht Jahrhunderte Architektur, Geschichte und Kultur. Die heutige Anlage geht auf die Jahre 1270–1280 zurück. Der quadratische Grundriss entspricht einem in Savoyen oft verwendeten Konstruktionsprinzip. Ende des 15. Jahrhunderts begann eine zweite Phase der Bautätigkeit. Graf Ludwig hatte 1476 auf eidgenössischer Seite an den Burgunderkriegen teilgenommen. Dieser militärische Ruhm sollte sich in der Architektur widerspiegeln: der Äussere Hof mit der Kapelle wurde umgestaltet, der oktogonale Treppenturm im Innenhof errichtet und der Wohntrakt umgebaut. Das Schloss verlor seinen Festungscharakter und wurde zur herrschaftlichen Residenz. Aus der Zeit der Landvögte stammen die barocken Interieurs des 17. und 18. Jahrhunderts. Ab 1850 schufen Camille Corot, Barthélemy Menn und andere bekannte Maler spätromantische und historistische Malereien (Rittersaal, Corot-Saal usw.). Wechselausstellungen, eine Multimedia-Schau zur Geschichte des Schlosses (seit 2008) sowie verschiedene kulturelle Aktivitäten spannen den Bogen zum 21. Jahrhundert.
Pfarrkirche

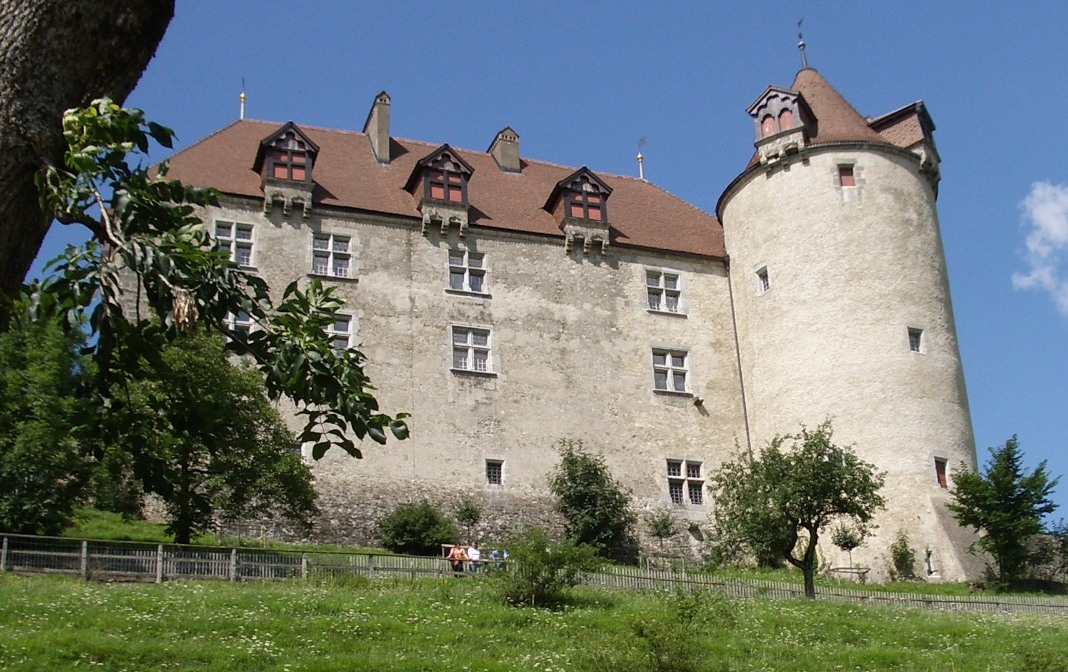
Schloss Greyerz von Süden her gesehen

Am Südhang unterhalb des Schlosses, etwas abgesetzt vom Städtchen, steht die Pfarrkirche Saint-Théodule, die Mitte des 13. Jahrhunderts gegründet wurde. Ihre heutige Gestalt erhielt die Kirche um 1860, als sie nach einem Brand wiederaufgebaut wurde. Nur der Frontturm von 1680 und der Chor von 1732 sind älter.
Kapellen
Ausserhalb der Stadt befinden sich mehrere Kapellen, darunter die Chapelle du Berceau (1612; im Jahr 1939 wieder instandgestellt) am Westhang des Hügels von Greyerz, die Chapelle Sainte-Agathe (1811) und die Chapelle Sainte-Agathe-et-Sainte-Barbe (1823) in Pringy sowie die Chapelle Sainte-Anne (1740) in Epagny.
Kloster
Über dem Tal der Trême steht das ehemalige Kartäuserkloster „Chartreuse de la Part-Dieu“, das 1307 gegründet wurde. Es war eng mit dem Kloster La Valsainte verbunden und nahm dessen Mönche auf, als Valsainte 1778 aufgehoben wurde. La Part-Dieu wurde 1798 von den Franzosen besetzt. Im Jahr 1800 fiel das Kloster einem Grossbrandes zum Opfer, wurde dann aber bis 1805 wieder aufgebaut. Die Mönche übersiedelten für diesen Zeitraum in das Vogteischloss in Vuippens. Die Kartause wurde 1848 aufgehoben, worauf die Mönche wieder nach Valsainte übersiedelten und dieses Kloster erneut zum Leben erweckten. Erhalten sind die Kirche und ein Teil der Konventsgebäude, der Kreuzgang mit den Kartausen existiert nicht mehr.

## Persönlichkeiten
- Léon Pittet (1806–1858), Politiker